# Communauté de communes des Coëvrons
Die Communauté de communes des Coëvrons ist ein französischer Gemeindeverband mit der Rechtsform einer Communauté de communes im Département Mayenne in der Region Pays de la Loire. Sie wurde am 31. Dezember 2012 gegründet und umfasst 29 Gemeinden (Stand: 1. Januar 2021). Der Verwaltungssitz befindet sich in der Gemeinde Évron.

## Historische Entwicklung
Der Gemeindeverband entstand mit Wirkung vom 1. Januar 2013 durch die Fusion der Vorgängerorganisationen
- Communauté de communes du Pays d’Évron,
- Communauté de communes du Pays de Montsûrs,
- Communauté de communes de Bais und
- Communauté de communes d’Erve et Charnie.

Mit Wirkung vom 1. Januar 2019 gingen die ehemaligen Gemeinden Évron, Châtres-la-Forêt und Saint-Christophe-du-Luat in die Commune nouvelle Évron auf, die den Verwaltungssitz übernahm, und die ehemaligen Gemeinden Montsûrs-Saint-Céneré, Deux-Évailles, Montourtier und Saint-Ouën-des-Vallons gingen in die Commune nouvelle Montsûrs auf. Dadurch verringerte sich die Anzahl der Mitgliedsgemeinden auf 31.
Mit Wirkung vom 1. Januar 2021 gingen die ehemaligen Gemeinden Saint-Martin-de-Connée, Saint-Pierre-sur-Orthe und Vimarcé in die Commune nouvelle Vimartin-sur-Orthe. Dadurch verringerte sich die Anzahl der Mitgliedsgemeinden auf 29.

## Mitgliedsgemeinden
| Gemeinde                            | Einwohner 1. Januar 2022 | Fläche km² | Dichte Einw./km² | Code INSEE | Postleitzahl |
| ----------------------------------- | ------------------------ | ---------- | ---------------- | ---------- | ------------ |
| Assé-le-Bérenger                    | 419                      | 11,68      | 36               | 53010      | 53600        |
| Bais                                | 1.220                    | 26,23      | 47               | 53016      | 53160        |
| Blandouet-Saint Jean                | 556                      | 36,72      | 15               | 53228      | 53270        |
| Brée                                | 584                      | 16,41      | 36               | 53043      | 53150        |
| Champgenéteux                       | 495                      | 25,11      | 20               | 53053      | 53160        |
| Évron                               | 8.380                    | 68,24      | 123              | 53097      | 53150, 53600 |
| Gesnes                              | 238                      | 11,21      | 21               | 53105      | 53150        |
| Hambers                             | 625                      | 25,93      | 24               | 53113      | 53160        |
| Izé                                 | 458                      | 28,15      | 16               | 53120      | 53160        |
| La Bazouge-des-Alleux               | 550                      | 18,10      | 30               | 53023      | 53470        |
| La Chapelle-Rainsouin               | 413                      | 18,05      | 23               | 53059      | 53150        |
| Livet                               | 187                      | 11,16      | 17               | 53134      | 53150        |
| Mézangers                           | 625                      | 29,34      | 21               | 53153      | 53600        |
| Montsûrs                            | 3.192                    | 68,14      | 47               | 53161      | 53150        |
| Neau                                | 757                      | 12,65      | 60               | 53163      | 53150        |
| Saint-Georges-le-Fléchard           | 378                      | 8,44       | 45               | 53220      | 53480        |
| Saint-Georges-sur-Erve              | 394                      | 20,17      | 20               | 53221      | 53600        |
| Saint-Léger                         | 323                      | 17,22      | 19               | 53232      | 53480        |
| Saint-Pierre-sur-Erve               | 132                      | 9,74       | 14               | 53248      | 53270        |
| Saint-Thomas-de-Courceriers         | 162                      | 12,95      | 13               | 53256      | 53160        |
| Sainte-Gemmes-le-Robert             | 770                      | 35,62      | 22               | 53218      | 53600        |
| Sainte-Suzanne-et-Chammes           | 1.197                    | 44,20      | 27               | 53255      | 53270        |
| Saulges                             | 328                      | 21,81      | 15               | 53257      | 53340        |
| Thorigné-en-Charnie                 | 190                      | 17,57      | 11               | 53264      | 53270        |
| Torcé-Viviers-en-Charnie            | 770                      | 48,77      | 16               | 53265      | 53270        |
| Trans                               | 227                      | 15,43      | 15               | 53266      | 53160        |
| Vaiges                              | 1.164                    | 36,26      | 32               | 53267      | 53480        |
| Vimartin-sur-Orthe                  | 1.107                    | 71,92      | 15               | 53249      | 53160        |
| Voutré                              | 905                      | 18,57      | 49               | 53276      | 53600        |
| Communauté de communes des Coëvrons | 26.746                   | 785,79     | 34               | –          | –            |